# Jacqueline Blanc (skieuse de vitesse)
Pour les articles homonymes, voir Jacqueline Blanc et Blanc (homonymie).
Jacqueline Blanc, née le 2 juillet 1961 à Bourg-Saint-Maurice, est une skieuse de vitesse française.

## Biographie
En 1985, elle remporte le Championnat du monde de ski de vitesse.
Le 19 avril 1987 aux  Arcs (France), elle devient recordwoman du monde avec une vitesse de 201,005 km/h,.
En 1992 aux Arcs, elle participe à l'unique édition de l'épreuve de ski de vitesse aux Jeux olympiques et elle y prend la 8e place avec une vitesse de 199,115 km/h.
Son record personnel est de 211,143 km/h, réalisé en 1988 aux Arcs.